# Verwaltungsgliederung der Oblast Tjumen

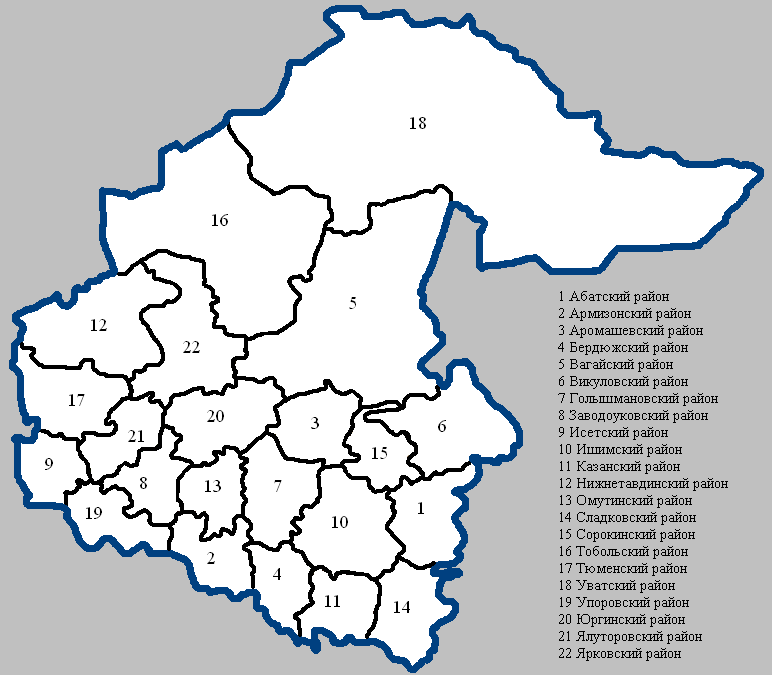
Verwaltungsgliederung der Oblast Tjumen (Nummern in der ersten Spalten der Tabellen)

Die Oblast Tjumen im Föderationskreis Ural der Russischen Föderation gliedert sich in 22 Rajons und 5 Stadtkreise.
Den Rajons sind insgesamt 310 Landgemeinden unterstellt (Stand: 2010). Stadtgemeinden gibt es den Rajons nicht: 2009 wurden die fünf zuvor existierenden Siedlungen städtischen Typs (darunter Bogandinski, Borowski, Golyschmanowo und Winsili mit jeweils mehr als 10.000 Einwohnern) in ländliche Siedlungen, und die entsprechenden Stadtgemeinden (Gorodskoje posselenije) damit in Landgemeinden (Selskoje posselenije) umgewandelt.
Formal gehören verwaltungstechnisch auch die Autonomen Kreise der Chanten und Mansen/Jugra und der Jamal-Nenzen zur Oblast Tjumen. Diese bilden jedoch eigenständige Föderationssubjekte, daher wird deren Verwaltungsgliederung bei den Autonomen Kreisen abgehandelt, siehe:
- Verwaltungsgliederung des Autonomen Kreises der Chanten und Mansen/Jugra
- Verwaltungsgliederung des Autonomen Kreises der Jamal-Nenzen

## Stadtkreise
| [ 1 ] | Stadtkreis   | Einwohner | Fläche (km²) | Bevölkerungs- dichte (Ew./km²) | Stadt- bevölkerung | Land- bevölkerung | Anzahl städtischer Siedlungen | Anzahl ländlicher Siedlungen |
| ----- | ------------ | --------- | ------------ | ------------------------------ | ------------------ | ----------------- | ----------------------------- | ---------------------------- |
| 10    | Ischim       | 64.088    | 65           | 986                            | 64.088             | –                 | 1                             | –                            |
| 21    | Jalutorowsk  | 37.770    | 52           | 726                            | 37.770             | –                 | 1                             | –                            |
| 8     | Sawodoukowsk | 25.230    | 21           | 1201                           | 25.230             | –                 | 1                             | –                            |
| 17    | Tjumen       | 609.093   | 235          | 2592                           | 580.223            | 28.870            | 1                             | 26                           |
| 16    | Tobolsk      | 103.081   | 223          | 462                            | 98.957             | 4.124             | 1                             | 15                           |

## Rajone
| [ 3 ] | Rajon            | Einwohner | Fläche (km²) | Bevölkerungs- dichte (Ew./km²) | Verwaltungssitz    | Anzahl Land- gemeinden |
| ----- | ---------------- | --------- | ------------ | ------------------------------ | ------------------ | ---------------------- |
| 1     | Abatskoje        | 21.827    | 4.140        | 5,3                            | Abatskoje          | 12                     |
| 2     | Armisonskoje     | 9.944     | 3.210        | 3,1                            | Armisonskoje       | 9                      |
| 3     | Aromaschewo      | 13.064    | 3.470        | 3,8                            | Aromaschewo        | 11                     |
| 4     | Berdjuschje      | 11.931    | 2.890        | 4,1                            | Berdjuschje        | 9                      |
| 7     | Golyschmanowo    | 28.253    | 4.060        | 7,0                            | Golyschmanowo      | 1                      |
| 10    | Ischim           | 32.295    | 5.710        | 5,7                            | Ischim             | 22                     |
| 9     | Issetskoje       | 26.007    | 2.740        | 9,5                            | Issetskoje         | 16                     |
| 21    | Jalutorowsk      | 15.685    | 2.860        | 5,5                            | Jalutorowsk        | 15                     |
| 22    | Jarkowo          | 24.548    | 6.690        | 3,7                            | Jarkowo            | 14                     |
| 20    | Jurginskoje      | 12.105    | 4.470        | 2,7                            | Jurginskoje        | 10                     |
| 11    | Kasanskoje       | 22.137    | 3.020        | 7,3                            | Kasanskoje         | 14                     |
| 12    | Nischnjaja Tawda | 24.255    | 7.360        | 3,3                            | Nischnjaja Tawda   | 17                     |
| 13    | Omutinskoje      | 19.956    | 2.760        | 7,2                            | Omutinskoje        | 8                      |
| 8     | Sawodoukowsk     | 20.628    | 2.960        | 7,0                            | Sawodoukowsk       | 16                     |
| 14    | Sladkowo         | 14.042    | 4.010        | 3,5                            | Sladkowo           | 10                     |
| 15    | Sorokino         | 11.202    | 2.740        | 4,1                            | Bolschoje Sorokino | 7                      |
| 17    | Tjumen           | 93.685    | 4.470        | 21,0                           | Tjumen             | 24                     |
| 16    | Tobolsk          | 22.815    | 17.210       | 1,3                            | Tobolsk            | 22                     |
| 19    | Uporowo          | 21.166    | 3.050        | 6,9                            | Uporowo            | 14                     |
| 18    | Uwat             | 19.564    | 47.850       | 0,4                            | Uwat               | 12                     |
| 5     | Wagai            | 23.390    | 18.190       | 1,3                            | Wagai              | 19                     |
| 6     | Wikulowo         | 17.410    | 5.840        | 3,0                            | Wikulowo           | 14                     |

Anmerkungen:
1. ↑  Nummer des Rajons in der Karte, von dessen Territorium der Stadtkreis eingeschlossen ist
2. 1 2  Einwohnerzahlen vom 1. Januar 2010 (Berechnung)
3. ↑  Nummer des Rajons in der Karte (in alphabetischer Reihenfolge der Rajonnamen im Russischen)
4. ↑  Zum 1. Oktober 2018 wurden die 15 Landgemeinden abgeschafft und zu einer einzigen Gesamtgemeinde zusammengeschlossen.Gesetz der Oblast Tjumen vom 20. September 2018 N 69 „Über die Umwandlung von ländlichen Siedlungen, die Teil des Rajon Golyschmanowo der Oblast Tjumen sind, und Änderungen bestimmter Gesetze der Region Tjumen“. Oblast Tjumen, 20. September 2018, abgerufen am 15. April 2022 (russisch).
5. 1 2 3 4 5  Stadt gehört nicht zum Rajon, sondern bildet eigenständigen Stadtkreis; Einwohnerzahl der Stadt nicht bei der Berechnung der Bevölkerungsdichte berücksichtigt